# L'Année du lion
L'Année du lion (en afrikaans Koors) est le premier roman post-apocalyptique de Deon Meyer. Publié en 2016, il est traduit en français en 2017.

## Résumé
L'action du roman se situe après la catastrophe, alors que 95 % de l'humanité est tombée victime d'un virus venu d'Afrique, le « viruscorona » : « on sait que deux virus ont fusionné ; un virus humain et un virus de chauve-souris ». Le narrateur adolescent, Nico, suit les pas de son père qui met en place Amanzi, une communauté multiraciale,.

## L'Année du liondans l'œuvre de Deon Meyer
L'Année du lion est le onzième roman de Deon Meyer. Il se distingue nettement de ses romans précédents, qui sont des policiers situés en Afrique du Sud. Pour Sabrina Champenois, L'Année du lion représente un « pas de côté [d'un des] papes du polar contemporain », même s'il « inclut un certain nombre de meurtres et de supputations [et] relaie des interrogations qui traversent toute sa production : le racisme et le multiracialisme, le déterminisme, le contrat social, les idéaux piétinés ».
Deon Meyer s'est inspiré de l'œuvre de Yuval Noah Harari, Sapiens : une brève histoire de l’humanité, et des épidémies de grippe aviaire H5N1 de 1996 et de la grippe porcine H1N1 de 2009-2010. Il s'est documenté auprès du professeur Wolfgang Preiser, chef du département de virologie médicale de l’université de Stellenbosch.

## Réception critique
L'auteur a reçu les félicitations de Stephen King. Le roman est fréquemment considéré, après mars 2020, comme une préfiguration de la pandémie de Covid-19,.